# Amelanchier sinica
Amelanchier sinica là loài thực vật có hoa trong họ Hoa hồng. Loài này được (C.K. Schneid.) Chun mô tả khoa học đầu tiên năm 1921.